# Orkán Christian
Cyklóna Christian (též Bouře Svatého Judy ve Spojeném království nebo bouře Simone ve Švédsku) byl orkán, který zasáhl severní a západní Evropu v období od 27. do 31. října 2013. Jižní Anglii zasáhl vítr o rychlosti 130–145 km/h, nejvyšší rychlosti 194,;4 km/h vítr dosáhl na území Dánska. Celkově si bouře vyžádala 18 mrtvých ve Spojeném království, Francii, Nizozemsku, Dánsku a Německu. 